# Oui ou non
Oui ou non is een nummer van de Belgische zangeres Angèle, uitgebracht op 8 november 2019.  Het is geschreven en geproduceerd door Angèle en Tristan Salvati. 

## Achtergrond
Dit is de tweede single van haar album Brol, la suite, een heruitgave van haar eerste album Brol, waarop naast de twaalf  oorspronkelijke ook zes extra nummers staan en een orchestrale versie van Ta Reine. Het nummer gaat over haar persoonlijke reactie na de breuk met haar voormalige vriend. 
De videoclip van Oui ou non ging ook op 8 november 2019 in première. In de videoclip bootst de zangeres heel wat reclamefilmpjes na, maar bij elk filmpje loopt iets fout. De videoclip werd bedacht door de zangeres zelf en geregisseerd door Brice VDH, die ook al de videoclip maakte van Tout Oublier en Flou. 
Het nummer kreeg nominaties voor de Red Bull Elektropedia Awards en de MIA's, respectievelijk in de categorieën Beste videoclip en Hit van het jaar.

## Hitlijsten

### Ultratop 50 Vlaanderen
| Positie: | 35 | 25 | 19 | 15 | 12 | 13 | 15 | 11 | 11 | 10 | 13 | 19 | 9 | 15 | 19 | 28 | 25 | 44 | 43 | 41 | 50 |